# 複式簿記
複式簿記（ふくしきぼき、英: Double-entry bookkeeping system）とは、簿記において、全ての簿記的取引を、その二面性に着眼して記録していき、貸借平均の原理に基づいて組織的に記録・計算・整理する記帳法のことをいう。

## 概要
取引の二面性というのは、簿記的取引には原因としての側面と結果としての側面があること、例えば建物の現金による購入という1つの取引においては、建物の増加（資産の増加）という側面と現金の減少（資産の減少）という2つの側面があることを意味する。複式簿記ではこの取引の二面性に着眼し、資産、負債、純資産、費用又は収益のいずれかに属する勘定科目を用いて借方と貸方に同じ金額を記入する仕訳と呼ばれる手法により記帳がなされる。
複式簿記では1つの取引における取引金額を、取引の原因と結果の観点から借方と貸方に振り分け、それぞれ同一金額を記録してゆくことになるので、最終的に借方と貸方の合計額は常に一致することになる。これを貸借平均の原理という。
複式簿記は単式簿記よりも手順としては複雑になるが、資金の収支に限らず全体的な財産の状態と損益の状態を把握できるという利点がある。
今日、単に簿記といえばこの複式簿記を指す。会社の決算報告では複式簿記の原則により作成された損益計算書、貸借対照表の公表が義務付けられている。

## 歴史
複式簿記の起源は諸説あり、古代ローマ説、12世紀頃のアッバース朝説、13世紀末期から14世紀初頭のイタリア説などがある。その中で有力なものがイタリア説である。イタリアの都市国家において、以下のような段階をへて複式簿記が生成されたといわれる。
(1) 12世紀の共同組合と会計実務：12世紀からフィレンツェ、ヴェネツィア、ジェノヴァなどの都市国家が地中海の貿易で栄え、海上貿易のリスクを分散するために共同組合を作った。
(2) 13世紀のコンパーニアとビランチオの生成：
海上貿易の増加でヨーロッパ各地の陸上貿易も活発になり、共同組合は次第に長期化し、フィレンツェを中心にコンパーニアと呼ばれる貿易商・両替商・銀行の組織が結成された。コンパーニアのメンバーで利益の計算と分配をするために、ビランチオと呼ばれる財務表が作られた。
(3) 14世紀前半のコンパーニアの多拠点化と多帳簿記帳実務：
大規模な商会や銀行は遠隔地に支店を持ち、支店の責任者は本店に経営と財務を報告した。組織の大規模化によって、業務ごとに帳簿が作られるようになり、基礎帳簿、補助帳簿、最終帳簿という細分化も進んだ。
(4) 14世紀末の独立拠点と複式簿記の要件を満たす実務：
大規模化した商業組織は、全ての会計実務を各地の支店に任せるようになり、支店が1年ごとに帳簿を区切って決算報告書を作成する体系が整うと、収益勘定と費用勘定で計算する利益と、ビランチオで計算する利益を一致できるようになり、複式簿記の原理も整った。
(5) 15世紀の持株会社形態の組織と複式簿記の運用：
メディチ銀行は、支店と本店を別々のコンパーニアとして、各支店の出資比率は本店が過半数を持って支配した。各支店では帳簿を1年ごとに締め切って決算報告書を作成し、本店では支店ごとの利益を計算して出資者間で分配した。これは現在の連結決算にも類似した方法であり、複式簿記がこの時点で確立されていた。
世界で最初に出版された複式簿記の理論書は、1494年にイタリアの商人出身の数学者ルカ・パチョーリ（1445年ごろ - 1517年）によって書かれた「スムマ」（算術・幾何・比及び比例全書）と呼ばれる本の中の「簿記論」である。それは当時行なわれていた簿記についての理論的解説である。その後複式簿記は広くヨーロッパで行われた（このため、「イタリア式簿記」又は「大陸式簿記」とも呼ばれている。「複式簿記」の命名者であるベネデット・コトルリも参照）。
17世紀経済の中心がオランダに移ると期間計算の概念が生じる。19世紀イギリスにおいて現金主義から発生主義に移行し現代会計の基本が形成される。
18世紀末期、ドイツの作家ゲーテは複式簿記の知識の重要性を認識しており、ワイマール公国の大臣であった時に学校教育に簿記の授業を義務付けたと言われている。また、イギリスのエドワード・トーマス・ジョーンズは独自の複式簿記（イギリス式簿記）を考案して会計学の分野で激しい論争を巻き起こした。
日本においては江戸時代には大福帳（売掛金元帳）などによる算盤使用に適した独自の帳簿システムが確立しており、近江商人などが複式簿記に近い手法を考案していたが、本格的な複式簿記の導入は欧米からの導入によるものであり、明治6年（1873年）に福澤諭吉がアメリカの簿記教科書を翻訳した『帳合之法』を刊行、同年に大蔵省紙幣寮にて御雇外国人のアレキサンダー・アラン・シャンド（1844年 - 1930年）の講義を翻訳した『銀行簿記精法』が刊行され、1879年には福澤諭吉が創設した簿記講習所において簿記教育が始まった。簿記教育の内容については日本会計史学会長工藤栄一郎「明治初期における簿記知識の社会普及と『帳合之法』および慶應義塾の貢献」（福澤諭吉年鑑 50号）に詳しい。以後次第に洋式の複式簿記に取って代わった。
中国では、明清交替の時代に思想家の傅山によって考案された龍門帳が複式簿記の特徴を備えていたともいわれる。龍門帳はそれまで中国で使われていた単式記帳法や三脚帳法と異なり、総勘定元帳にあたる総青を4項目の勘定口座に記録する。これによって項目別の計算が可能になり、勘定科目別の計算、決算、決算報告書の作成が容易になった。

## 等式と財務諸表
複式簿記は、基本的な勘定科目に関する以下の等式によって基礎付けられる。
ストックに関する等式
- 貸借対照表等式 ： 資産 = 負債 + 純資産
- 純資産等式 ： 資産 − 負債 = 純資産

フローに関する等式
- 損益計算書等式 ： 費用 + 当期純利益 = 収益
- 収益 − 費用 = 当期純利益

フローとストックをつなぐ等式
- 期末純資産 − 期首純資産 = 当期純利益

これは物理学における物質収支の関係にもたとえられる。
これを算術の観点から見ると複式簿記による記載は以下の4つに分類できる。
1. 借方・貸方ともに増加するもの
2. 借方・貸方ともに減少するもの。
3. 借方の科目間での増減。
4. 貸方の科目間での増減。

いずれの場合でも、借方の合計と貸方の合計は変わらない。この関係に従って集計し、表にまとめたものを試算表という。
これらの内、ストック（特定時点での財産状況）を表すもの（資産、負債、資本）は貸借対照表に、フロー（期間の損益状況）を表すもの（費用と収益）は損益計算書に、それぞれ記載される。複式簿記という名称は、この2つの財務諸表が表裏一体となって取引状況を表すことも意味している。
商品や原料の仕入は最終的には費用となるが、売上によって収益を上げるための投資という側面をもっており、費用収益対応の原則から、売上と無関係に一括で費用に算入するのは経営状況の把握には不都合である。そこで、仕入れたものをいったん資産に計上した上で、売上に対応する分だけ、その都度費用（売上原価）に振り替える、という処理が行われる。
商品等の仕入れでは、時期や仕入先などによって価格が異なることがありうるので、実際には、その都度原価を捉えることは難しい。そこで、棚卸によって期末の在庫を実地調査などで確定し、
売上原価 = 期首在庫 + 当期仕入 − 期末在庫
の関係式に従って、売上原価を逆算するのが普通である。

## 勘定科目

### 資産
現金、受取手形、売掛金、商品、有価証券、建物、機械、土地などがこれに属する。資産勘定は、終局的には貸借対照表の借方（左側）に記載される。

### 負債
支払手形、買掛金、借入金、未払金などがこれに属する。負債勘定は、終局的には貸借対照表の貸方に記載される。

### 純資産（資本）
資本金、資本準備金、利益準備金などがこれに属する。純資産勘定も、終局的には貸借対照表の貸方に記載される。なお会社法施行に伴い、貸借対照表の資本の部は、純資産の部に変わった。

### 費用
仕入、給料手当、広告宣伝費、消耗品費、交際費、通信交通費、支払利息などがこれに属する。費用勘定は、終局的には損益計算書の借方に記載される。

### 収益
売上、雑収入、固定資産売却益などがこれに属する。収益勘定は、終局的には損益計算書の貸方に記載される。

## 仕訳
仕訳においては、勘定科目の5区分で述べた、貸借対照表又は損益計算書における終局的な位置（借方か貸方か）にその勘定科目があれば、その勘定科目の増加を表し、反対側にあれば、その勘定科目が減少することを意味するというルールがある。
例えば、「現金」や「土地」勘定は借方（左側）が貸借対照表の終局的な位置であることから、
| 借方            | 貸方            |
| --------------- | --------------- |
| 土地 10,000,000 | 現金 10,000,000 |
と仕訳を行った場合、これは「現金1000万円で土地を買った」こと、すなわち現金の減少と、土地の増加を表すこととなる。

## 記載の簡易説明
噛み砕いて言えば、帳簿の右側（貸方）に資本金、借入、収入などの「資金の出所」を記載し、左側（借方）に投資（機材、仕入れなど）、貸付、出費などの「資金の用途・所在」を記載するということである。
例えば、ある会社の銀行口座に100万円が振り込まれたとする。この場合、この100万円の所在は銀行口座である。そしてこの資金の出所はオーナーの出資や取引先からの借入などが考えられる。この場合、左側の銀行口座の欄に100万円が書き加えられ、右側にも100万円が資本金、あるいは取引先の借入金として書き入れられる。
仮に○×銀行から100万円を借り入れたとする。この場合は帳簿の左側に100万円の預金が記載され帳簿の右側に100万円の借金が記載される。
さらにこの100万円を使って商品を仕入れたとする。この場合は右側に記載されている○×銀行の借金は変わらないが、左側に記載されている銀行預金の100万円は消滅し、これが100万円分の仕入品に入れ替わる。
さらにこの仕入品が120万円で売れたとする。この場合に100万円の仕入れ品が消滅し、代わりに120万円の現金が左側に記載される。この場合、右側の100万円の借金との不均等が生じるがこれは右側に20万円の利益を書き込むことで、不均衡が消滅する。
同じように銀行の借金の金利が10万円であるとする。10万円の金利が20万円の利益から引かれ、利益が10万円目減りする。この場合は左側の120万円の現金は換わらないが右側の○×銀行の借金が100万円の元金と10万円の利子の合計の110万円に増え、20万円の利益が10万円に目減りする。
ここで留意しなければならないのは左側の帳簿の合計と右側の帳簿の合計が常に同額であるということである。ある会社が5億円の株と5億円の社債を発行した場合は右側に5億円の出資金と5億円の借金が記載され、左側には10億円分の現金、土地、工場、設備、仕入品が記載される。ここで会社が儲かっていればその利益の分だけ両側の合計が増加し、逆に会社が損を出している場合は株と社債の額面の値段にかかわらず銀行と出資者の投資は目減りしていることになる。このように複式簿記においては帳簿の右側と左側の合計が常に一致するように記載される。
これは複式簿記会計の基礎として貸借平均の原理によるものである。